# Марков, Дмитрий Александрович
Дми́трий Алекса́ндрович Ма́рков (23 апреля 1982, Пушкино, Московская область — 15 февраля 2024, Псков) — российский фотограф, журналист, волонтёр.
Получил известность, создавая документальные снимки провинциальной России и публикуя их в своём Instagram-аккаунте. Большинство своих известных работ Марков сделал на камеру смартфона.
Дмитрий Марков является автором фотокниг «#Черновик» (2017) и «Россия в квадрате» (2021). Работы фотографа неоднократно выставлялись на выставках в России и за рубежом.
С 2007 года Марков занимался волонтёрством, работая с сиротами из коррекционных детских домов.

## Биография
Дмитрий Марков родился 23 апреля 1982 года в подмосковном Пушкине. Отец — слесарь-сантехник по вентиляции. Мать работала на швейной фабрике. Марков вспоминал, что отношения в семье были сложные из-за алкоголизма отца.
В подростковом возрасте писал статьи в журнал «Великий Dракон». Учился в Мытищинском машиностроительном колледже, откуда был отчислен. Чтобы не попасть в армию, купил аттестат за 11 классов и подал документы в Московский государственный университет сервиса. Оказавшись на грани исключения, договорился с ректором, что вместо учёбы будет редактировать студенческую газету. На третьем курсе Марков попался на употреблении наркотиков и написал заявление на отчисление.
В этот период Марков приобрёл свою первую камеру. По словам Дмитрия, он учился фотографии у Александра Лапина. В 2006 году выиграл Гран-при московского фотоконкурса «Серебряная камера» в номинации «Лица» за серию «Беспризорники». До 2007 года работал фотографом и журналистом в газете «Аргументы и факты». Во время работы в газете Марков подрабатывал литературным негром у блогера Сергея Доли. Позже Марков зарабатывал, снимая корпоративы.
В 2012 году зарегистрировался в Instagram, где публиковал свои работы до конца жизни.
В 2013 году участвовал в проекте Burn Diary Дэвида Алана Харви, переняв оттуда концепцию и для своего Instagram — снимать только на мобильный телефон и выкладывать только то, что сфотографировал сегодня.
В 2016 году стал первым российским участником и одним из 15 фотографов из 15 стран, которые участвовали в рекламной кампании iPhone 7 «Apple’s Taken on the iPhone».
В 2017 году в издательстве Treemedia вышла первая книга Маркова «#Черновик». В связи с выходом книги в феврале 2018 года в московском Центре документальной фотографии Fotodoc состоялась персональная выставка Маркова «Россия. #Черновик».
В 2018 году состоялась персональная выставка работ Маркова под патронажем французского модельера agnès b. в рамках международной выставки фотоискусства Paris Photo 2018, проходившей в Париже 8—11 ноября. В 2018 году также принял участие в выставке «HOPE» во Франции, организатором которой выступил Фонд Мануэля Ривера-Ортиза.
В 2019 году работы Маркова были вновь представлены agnès b. на выставке Paris Photo 2019 в рамках совместной выставки с Клаудиной Дори и Чедом Муром. В 2019 году в художественной галерее VisionQuesT в Генуе прошла персональная выставка Маркова «#Draft #Russia». В 2019 году во французском издательстве IIKKI Books вышла вторая книга Маркова «CUT OFF». C 6 апреля по 4 июня 2019 года прошла персональная выставка Маркова в галерее бутика agnès b. в Нью-Йорке.
С конца 2020 по апрель 2021 года был соведущим нового проекта «Антитревел» на YouTube-канале «Редакция». Проект был посвящён нетривиальным путешествиям по разным уголкам России, «куда обычные люди за свои деньги не ездят».
2 февраля 2021 года Марков был задержан возле Московского городского суда, куда приехал поддержать Алексея Навального. Фотографа доставили в ОВД Косино-Ухтомский, где он сделал снимок силовика в амуниции и балаклаве, сидящего под портретом президента России Владимира Путина. Это фото разошлось по социальным сетям и СМИ и стало поводом для мемов. Через несколько дней единственный подписанный авторский отпечаток фотографии был продан на благотворительном аукционе в Facebook за 2 млн рублей. Полученная сумма была пожертвована правозащитным организациям: ОВД-Инфо и «Апологии протеста».
23 апреля 2021 года в «Гоголь-центре» открылась персональная выставка фотографа «Россия в квадрате». Вместе с выставкой прошла презентация последнего тиража его фотокниги «Черновик».

## Волонтёрская деятельность
В 2005 году Маркова пригласили фотографировать в детский дом, и в результате этой поездки он увлёкся волонтёрством.
В 2007 году устроился воспитателем в летний лагерь возле Порхова в Псковской области при Бельско-Устьенском доме-интернате для детей с отклонениями в умственном развитии. С 2007 Марков работал в псковской общественной организации «Росток» с детьми-сиротами из коррекционных детских домов, а также воспитателем в детской деревне «Федково». С сотрудниками благотворительных фондов он объездил десятки социальных учреждений, начиная от детских домов и заканчивая колониями. Параллельно он снимал на фото жизнь подростков, рассказывая о ней в блоге. В октябре 2011 года покинул «Росток», у которого изъяли детей после смерти одного из подопечных от эпилепсии.
С 2016 года сотрудничал с социальным порталом «Такие дела». Став известным, благодаря фотографии, Марков использовал медийный ресурс для помощи благотворительным организациям. В 2020 году после публикаци Юрием Дудём фильма о Маркове зрители за сутки пожертвовали на региональную благотворительность три миллиона рублей.
С 2022 года участвовал в YouTube-проекте «Выжившие», показывающим проблемы наркозависимых и помогающим им в реабилитации.
Перед смертью Марков занимался открытием в Нижнем Новгороде реабилитационного центра для подростков с зависимостями, который ныне носит его имя.

## Личная жизнь

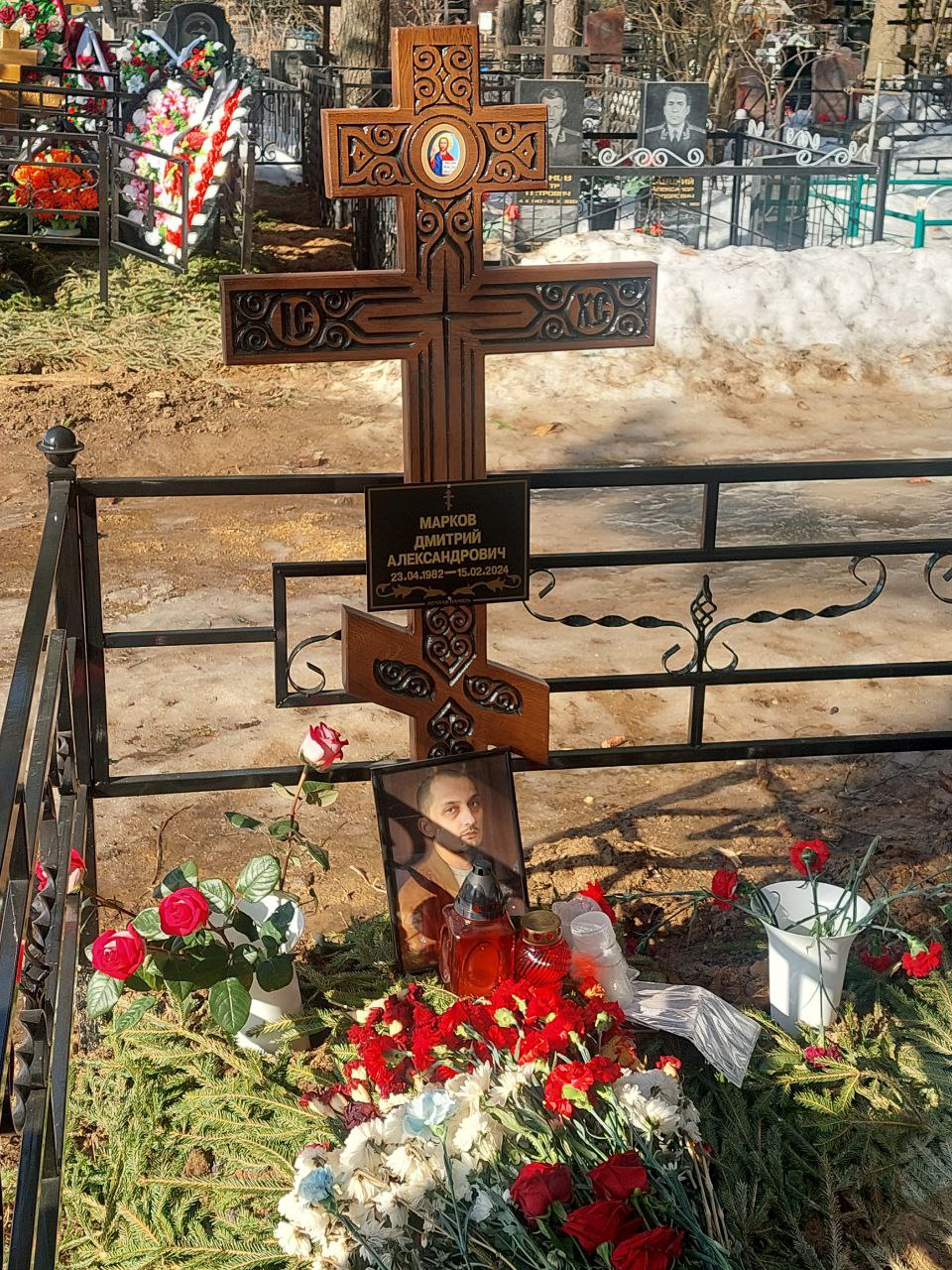
Могила Дмитрия Маркова в Пушкине

Большую часть жизни Марков боролся с наркозависимостью, о чём рассказывал в соцсетях и интервью. Имел ВИЧ. 18 августа 2022 года пережил передозировку наркотиков.

### Смерть
Скончался 15 февраля 2024 года в Пскове от передозировки наркотиков на 42-м году жизни. Был кремирован, прах захоронен на Ново-Деревенском кладбище в подмосковном Пушкине.

## Гражданская позиция
Участвовал в протестных акциях в России с 2012 года, начиная с пикета в поддержку фигурантов дела Pussy Riot. Негативно высказывался о коррупции, зависимости судов и ручном управлении в разных сферах. 2 февраля 2021 года был задержан возле Московского городского суда, куда приехал поддержать Алексея Навального. Считал, что против Навального была развёрнута кампания травли, а затем предпринята попытка убийства.

## Фотоальбомы
- «#Черновик» — 2017, ISBN 978-952-68506-6-5;
- «Россия в квадрате» — 2021[35], деньги на издание книги собраны посредством краудфандинга[36], ISBN 978-952-69467-6-4.

## Оценки
Критики часто обвиняли Маркова в том, что он очерняет российскую действительность и показывает неприглядные картины провинциальной жизни. Однако Марков объяснял, что сосредоточивается на малоприглядных подробностях, потому что очень хорошо знает и чувствует нужды не слишком благополучных людей. Среди героев его фотографий — инвалиды, сироты, заключённые, военные и просто жители российской глубинки.
Европейцы называют фотографии Маркова иллюстрациями к русской классике.
Некоторые критики сравнивали стилистику фотографий Маркова с полотнами эпохи Ренессанса и картинами Александра Дейнеки.
Художник Дмитрий Врубель создал виртуальный музей, один из отделов которого носит имя Маркова.
16 августа 2024 года в петербургской галерее Anna Nova открылась персональная выставка Дмитрия Маркова «Седьмое небо», которая продлилась до 20 октября 2024 и состояла из 60 работ, созданных с 2014 по 2023 год.

### Награды и премии
- Гран-при конкурса «Серебряная камера»[37].
- Второе место на PhotoPhilanthropy Activist Awards 2014 в любительской категории за фотоисторию «Дорога из серого кирпича» об инвалиде-колясочнике и его сыне из Пскова[39].
- В 2015 году стал обладателем гранта Getty Images Instagram Grant по программе поощрения фотографов, использующих Instagram для рассказов о жизни малоизвестных сообществ[40][41].
- В августе 2021 года стал лауреатом премии «Камертон» имени Анны Политковской[42].